# Александър Твардовски
Александър Трифонович Твардовски (8 [21] юни 1910, Загорие, Смоленска губерния – 18 декември 1971, Москва) – руски съветски писател, поет и прозаик, журналист, специален кореспондент. Подполковник (1945). Главен редактор на сп. „Нов свят“ (1950 – 1954 и 1958 – 1970).
Член на Централната ревизионна комисия на КПСС (1952 – 1956), кандидат-член на Централния комитет на КПСС (1961 – 1966).

## Детство
Роден е на 21 юни (8 стар стил) 1910 г. във фермата Загорие край село Селцо (сега в Починковски район на Смоленска област), собственост на баща му. Той е ковач, Трифон Гордеевич Твардовски. Майка му Мария Митрофановна, по баща – Плескачевская, произхожда от еднодворците (военизирано съсловие, натоварено с охраната на западните и южните граници на Русия през XVI—XVII век, чиито представители не придобиват по-късно право на дворянство).
По-малкият брат на поета, Иван Трифонович Твардовски (1914 – 2003), по-късно става литератор и резбар върху дърво и кост. Той попада в плен по време на Великата отечествена война, а след това е осъден на 10 години в трудов лагер, през 1952 г. е освободен предсрочно.
Дядото на поета, Гордей Твардовски, е бил бомбардир (войник-артилерист), служил в Полша, откъдето получава прякора „Пан Твардовски“, който преминава и към сина му. Този прякор (в действителност несвързан с благороден произход) вероятно кара бащата Трифон Гордеевич да възприема сам себе си повече като еднодворец, отколкото като селянин.
Майката Мария Митрофановна, която Твардовски много обича, наистина произхожда от еднодворците. Трифон Гордеевич е начетен човек – вечер в къщата им често се чете на глас Пушкин, Гогол, Лермонтов, Некрасов, Алексей Толстой, Никитин, Ершов. За десетия рожден ден на сина си той му подарява книга. Александър започва да съчинява стихове рано, още докато не може да пише.

## Начало на литературната дейност
На 14-годишна възраст Твардовски започва да пише малки бележки за смоленските вестници. През 1925 г. вестник „Смоленская деревня“ публикува първото стихотворение на Твардовски „Новая изба“. След това Твардовски събира няколко стихотворения и ги носи на Михаил Исаковски в редакцията на вестник „Рабочий путь“. Исаковски го посреща сърдечно, а по-късно става приятел и наставник на младия Твардовски.
През 1928 г. Твардовски напуска семейството и се премества в Смоленск. Тогава е приет и в Асоциацията на пролетарските писатели.
През 1931 г. е публикувано първото му стихотворение „Путь к социализму“. През 1935 г. в Смоленск, в Западното областно държавно издателство, излиза първата му книга „Сборник стихов“ (1930 – 1936). Между 1925 до 1935 г. Твардовски пише и публикува, предимно на страниците на смоленските вестници и други регионални издания, повече от 130 стихотворения.
През 1932 г. Твардовски постъпва в първи курс на Смоленския държавен педагогически институт. През 1936 г. се премества в Москва и постъпва в трети курс на Московския институт по философия, литература и история (МИФЛИ). През 1939 г. Твардовски го завършва.
През 1939 – 1940 г., като част от група писатели, Твардовски работи във вестника на Ленинградския военен окръг „На страже Родины“. Като военен кореспондент участва в кампанията на Червената армия в Западна Беларус и във войната с Финландия.
Стихотворението „На привале“ е публикувано във вестник „На страже Родины“ на 11 декември 1939 г. В статията „Как бе написан Василий Тьоркин“ А. Твардовски казва, че образът на главния герой е измислен през 1939 г. за постоянната хумористична рубрика в същия вестник.

## Колективизация, репресии срещу семейството
В поемите „Пътят към социализма“ (1931) и „Страната Муравия“ (1934 – 1936) Твардовски изобразява колективизацията в СССР като предвестник на светлото бъдеще. Въпреки факта, че родителите му, заедно с братята му, са разкулачени и заточени, а фермата им е изгорена от съселяни, той самият подкрепя колективизацията на селските стопанства.
Известно време родителите му прекарват в изгнание в Руски Турек на брега на река Вятка, където през 1934 г. ги посещава и самият Твардовски.
Родителите, четиримата братя и двете сестри на Твардовски са реабилитирани на 30 януари 1996 г.

## „Василий Тьоркин“
През 1941 – 1942 г. Твардовски работи във Воронеж в редакцията на вестника на Югозападния фронт „Червена армия“. Поемата „Василий Тьоркин“ (1941 – 1945), „книга за боеца без начало, без край“ е най-известното произведение на Твардовски; това е поредица от епизоди от Великата отечествена война. Стиховете се отличават с прост и точен изказ и с енергично развитие на действието. Епизодите са свързани помежду си само от главния герой – авторът изхожда от факта, че и той, и неговият читател могат да загинат всеки момент. Още докато са писани, главите са публикувани във вестника на Западния фронт „Красноармейская правда“ и са изключително популярни на фронтовите линии. Поемата е един от атрибутите на фронтовия живот, в резултат на което Твардовски става култов автор на военното поколение.
Наред с други неща, „Василий Тьоркин“ се откроява сред другите творби от онова време с пълното отсъствие на идеологическа пропаганда и препратки към Сталин и партията.
Със заповед на въоръжените сили на 3-ти Белоруски фронт № 505 от 31 юли 1944 г. поетът подполковник А. Твардовски от „Красноармейская правда“ е награден с орден „Отечествена война“, 2-ра степен за написването на 2 стихотворения (едното от тях – „Василий Тьоркин“, второто – „Къща край пътя“) и многобройни очерци за освобождението на белоруската земя, както и за изпълнения във фронтовите части пред войниците и офицерите.
На следващата година Твардовски е награден с орден „Отечествена война“, 1-ва степен за подобряване на съдържанието на вестника (писане на очерци за битките в Източна Прусия) и повишаване на възпитателната му роля.

## Следвоенни поеми
През 1946 г. е завършена поемата „Къща край пътя“, в което се споменават първите трагични месеци от Великата отечествена война.
В дните на смъртта и погребението на Сталин А. T. Твардовски пише следните редове:
В поемата „За далью – даль“, написано в пика на размразяването при Хрушчов, писателят осъжда Сталин и размишлява за движението на времето, дълга на художника, живота и смъртта. В главата „Така беше“ от тази поема се говори за култа към личността на Сталин и неговите последици, а в главата „Приятел от детството“ се говори за реабилитацията на незаконно репресираните при Сталин. Продължава тези размишления в книгата „Из лириката на онези години. 1959 – 1968" (1969).
Тази поема най-ярко изразява такава мирогледна страна от живота и творчеството на Твардовски като „държавността“. Но, за разлика от сталинистите и неосталинстите, култът към силната държава у Твардовски не е свързан с култа към който и да е държавник или със специфична форма на държавата. Тази позиция помага на Твардовски да бъде свой и сред русофилите – поклонници на Руската империя.

## „Нов свят“
Твардовски е два пъти главен редактор на списание „Нов свят“: през 1950 – 1954. и 1958 – 70.
През есента на 1954 г. Твардовски е отстранен от поста си на главен редактор на списанието с указ на Централния комитет на КПСС за опит да отпечата стихотворението „Тьоркин на оня свят“ и публикацията на редица публицистични статии.
През двата периода на ръководството на Твардовски в Нов свят, особено след 22-рия конгрес на КПСС, списанието се превръща в убежище за антисталинските сили в литературата, символ на шестдесетниците и фактически орган на легална опозиция на съветската власт. „Нов свят“ публикува творби на Фьодор Абрамов, Васил Биков, Борис Можаев, Юрий Трифонов, Ю. Домбровски.
През 60-те години Твардовски преосмисля отношението си към Сталин и сталинизма в поемите „По праву памяти“ (публикувана през 1987 г.) и „Тьоркин на оня свят“. По същото време (началото на 60-те години) Твардовски получава разрешение от Хрушчов да публикува разказа „Един ден в Иван Денисович“ от Александър Солженицин.
Новата ориентация на списанието да публикува литературни произведения по критерия вярност към живота, идейно-художествена значимост и майсторство предизвиква недоволството не толкова на партийния елит на Хрушчов-Брежнев и служителите на идеологическите отдели, а от така наречените „неосталински държавници“ в съветската литература. В продължение на няколко години се води остра литературна (и всъщност идеологическа) полемика между списанията „Нов свят“ и „Октябрь“ (главен редактор В. Кочетов, автор на романа „Чего же ты хочешь?“, насочен и срещу Твардовски).
От 1961 до 1966 г. Твардовски е кандидат-член на ЦК на КПСС.
След отстраняването на Хрушчов водещи заглавия в пресата (списание „Огоньок“, вестник „Социалистическая индустрия“) започват кампания срещу списание „Нов свят“. Жестока борба със списанието е водена от Главит, който систематично не допуска за печат най-важните материали. Тъй като ръководството на Съюза на писателите не се решава да уволни официално Твардовски, последната мярка за натиск върху списанието е отстраняването на заместниците му и назначаването на враждебни хора на тези длъжности. През декември 1969 г., след публикуването на „Размяната“ на писателя Юрий Трифонов, в „Огоньок“ е публикувано разгромно писмо от 11 писатели. Това е началото на края на списанието. Твардовски е принуден да напише писмо до Леонид Брежнев. Не е получен отговор. На 9 февруари 1970 г. редакторските правомощия са снети от Твардовски, част от редакционния съвет на списанието напуска. Редакцията на практика е унищожена. Бележката на КГБ „Материали за настроението на поета А. Твардовски“ от името на Ю. В. Андропов е изпратена на 7 септември 1970 г. в Централния комитет на КПСС.
Скоро след разгрома на Нов свят Твардовски получава инсулт, който води до загуба на подвижността и говора, а в болницата му поставят диагноза напреднал рак на белия дроб. Писателят умира на 18 декември 1971 г. в крайградското село Красная Пахра, Московска област. Погребан е в Москва на Новодевичевското гробище (парцел номер 7).

## Семейство
Съпругата му Мария Иларионовна Твардовска (1908 – 1991) му помага в редактирането на стиховете, 20 пъти препечатва поемата „Василий Тьоркин“ и го убеждава да напише продължение, а след смъртта му публикува неговото творческо наследство. Имат две дъщери – Валентина (1931) и Олга (1941 – 2017).

## Награди
- Сталинска награда от втора степен (1941) – за поемата „Страната Муравия“ (1936)
- три ордена Ленин (31.01.1939; 20.06.1960; 28.10.1967)
- Орден на Червената звезда (1940) – за участие в съветско-финландската война (1939 – 1940)
- Орден на Отечествената война, 2-ра степен (31.07.1944)
- Орден на Отечествената война, 1-ва степен (30.04.1945)
- Сталинска награда първа степен (1946 г.) – за поемата „Василий Тьоркин“ (1941 – 1945 г.)
- Сталинска награда втора степен (1947 г.) – за поемата „Къща край пътя“ (1946 г.)
- Ленинска награда (1961) – за поемата „За далью – даль“ (1950 – 1960)
- Орден на Трудовото червено знаме (20.06.1970)
- Държавна награда на СССР (1971 г.) – за сборника „Из лириката на онези години. 1959 – 1967" (1967)